# パスティセッ
パスティセッ(Pastisset)は、カタルーニャ料理、バレンシア料理、アラゴン料理として食べられる、具の詰まった揚げペイストリーである。カベヨ・デ・アンヘルのジャム、スイートポテトやアーモンド、また、マトチーズやクインス・チーズ等を具材にする。マヨルカ島には、ルビオール(rubiol)という非常によく似た料理がある。

## 作り方
アンポスタでは、オリーブ油、小麦粉、食用卵、マスカット、アニゼットを混ぜて作り、円形に切る。具を乗せて真ん中から折り、しばしばフォークを使って、口を優しく押して閉じる。加熱して砂糖をまぶす。

## ギャラリー

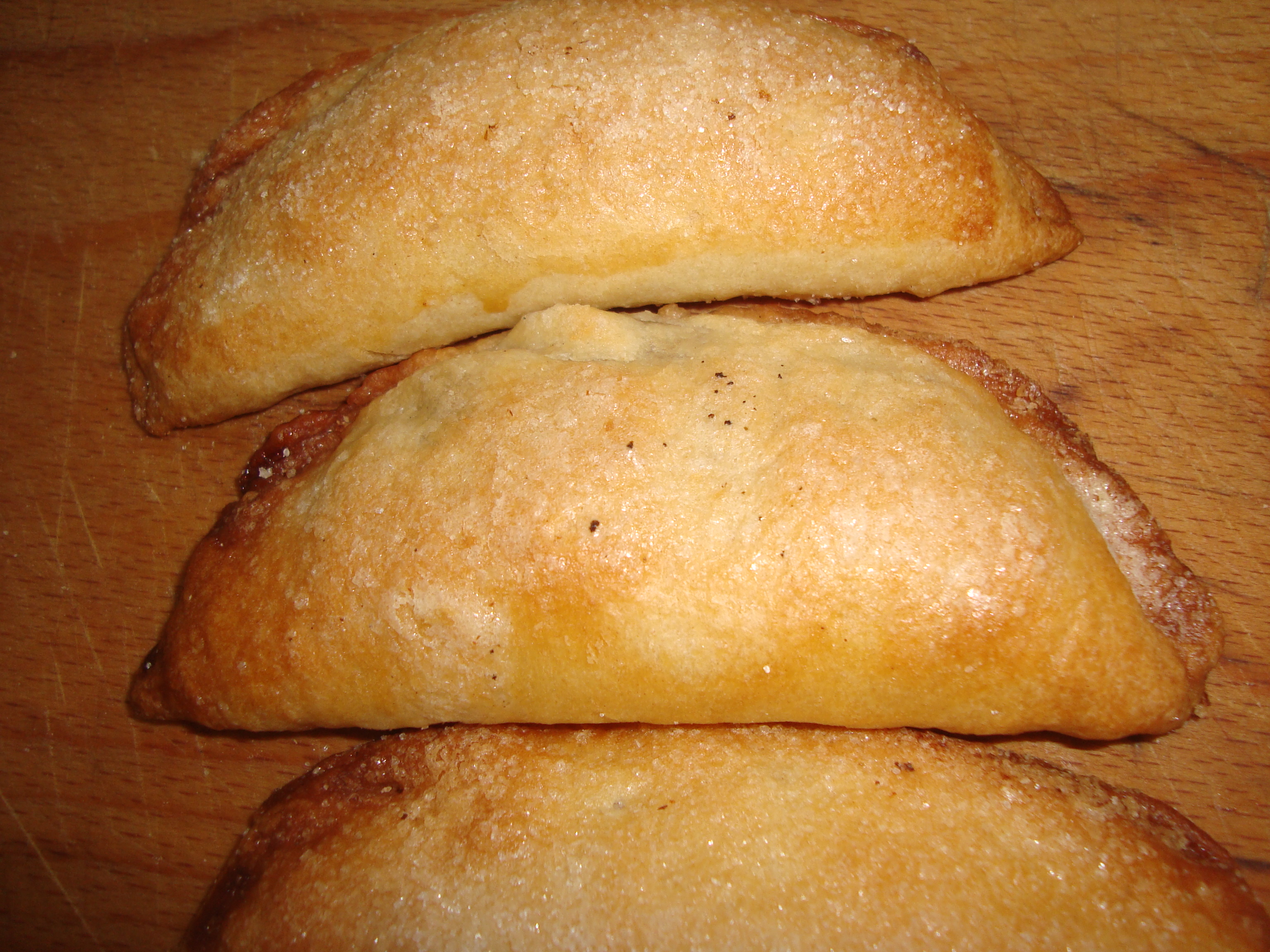
Pastissets de moniato
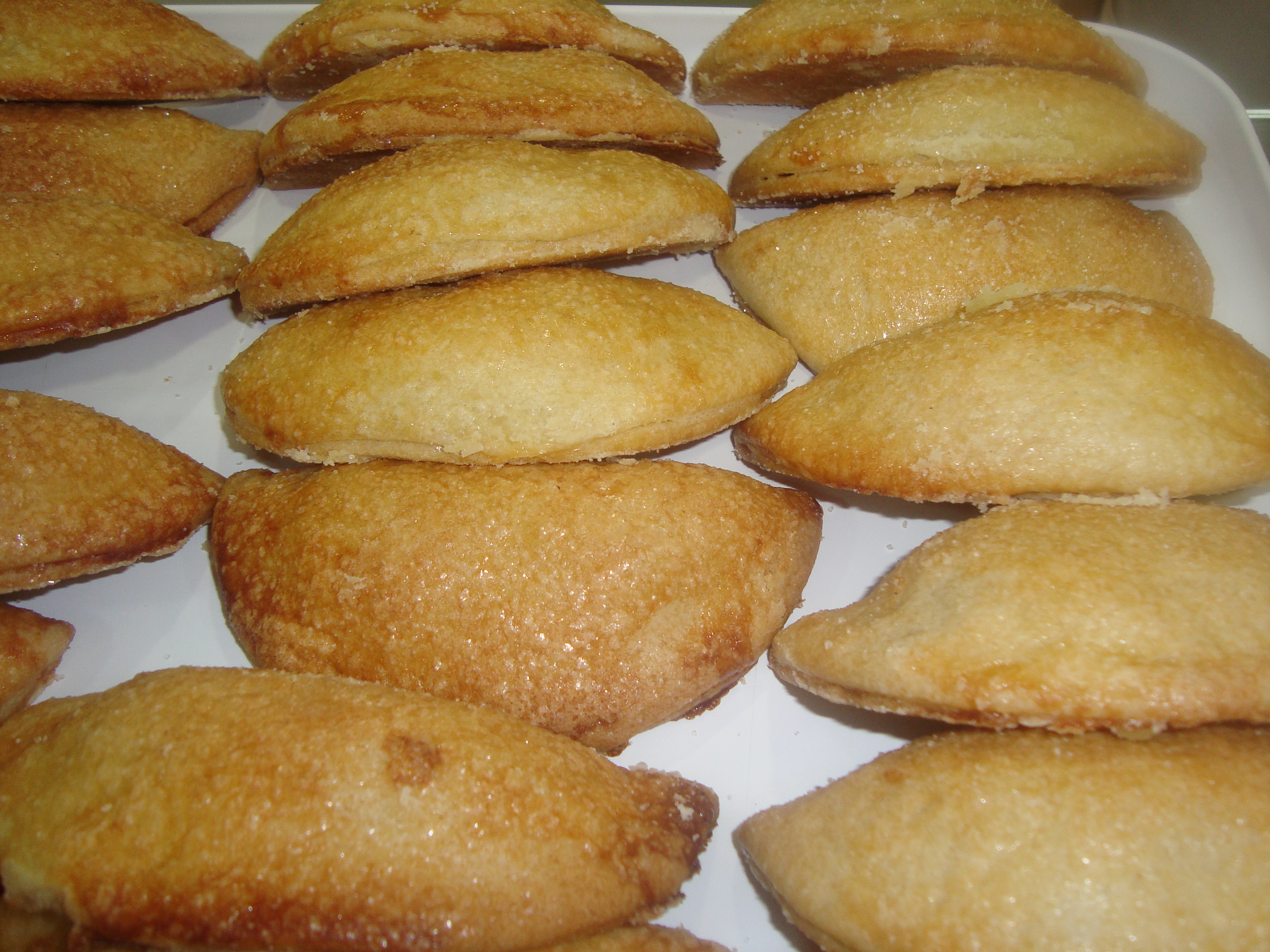
Pastissets de carabassa i mel
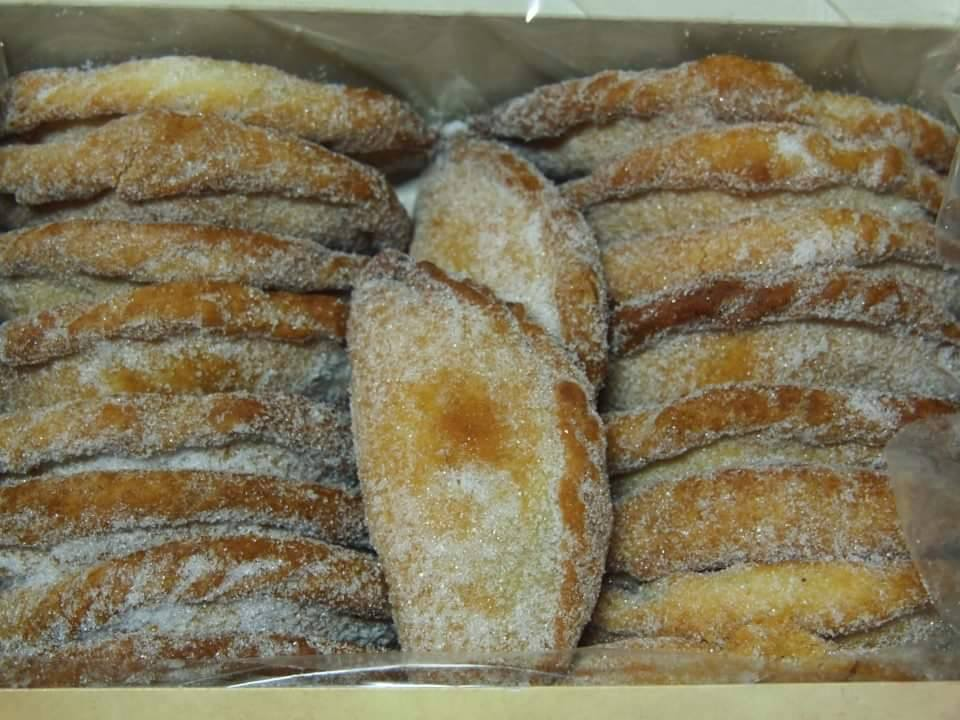
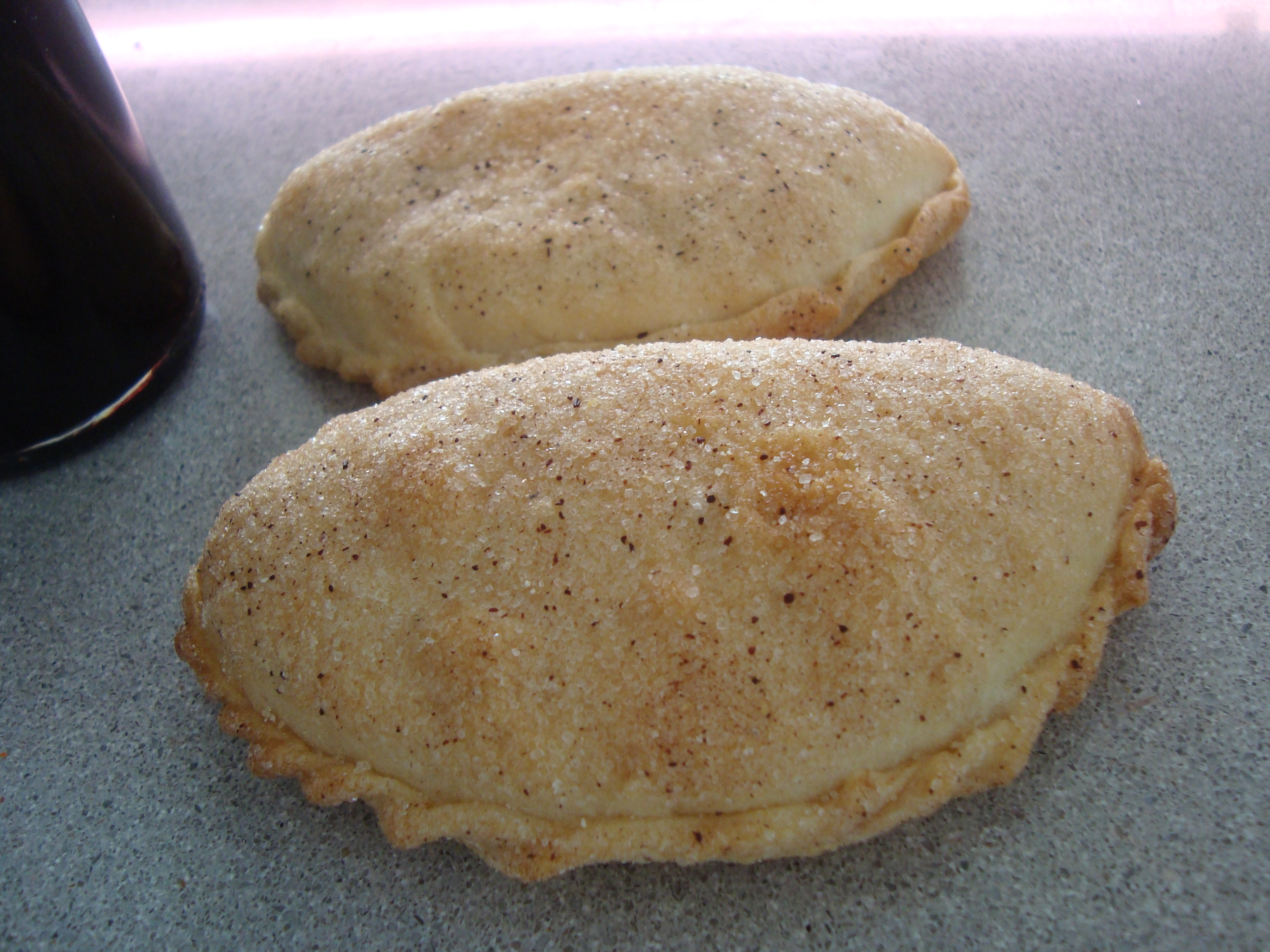
Flaons de Xert